# En gadens pige
En gadens pige er en amerikansk stumfilm fra 1920 af William Parke.

## Medvirkende
- Barbara Castleton som Margaret Hill
- John Bowers som John Ordham
- Sidney Ainsworth som Al Levering
- Doris Pawn som Mabel Cutting
- Elinor Hancock som Mrs. Cutting
- Lawson Butt som Lord Bridgeminster
- Ashton Dearholt som Walter Driscombe
- Edythe Chapman som Lady Bridgeminster
- Carrie Clark Ward som Teddy
- Lincoln Stedman som Sir Reggie Blanchard
- Clarissa Selwynne som Lady Rosamond
- J. Ray Avery